# Philippe Bridel
Pour les articles homonymes, voir Bridel (homonymie).
Philippe-Sirice Bridel (également appelé Philippe Cyriaque ou le Doyen Bridel), né le 20 novembre 1757 à Begnins dans le bailliage bernois de Nyon et mort le 20 mai 1845 à Montreux, dans le canton de Vaud, est un écrivain et poète suisse, qui a contribué au développement de l'identité nationale de son pays. 

## Biographie
Bridel exerce la profession de pasteur de 1786 jusqu'à sa mort, dans les villes de Bâle, Château-d'Œx et Montreux. Il est doyen de la classe de Lausanne-Vevey (1811-1814). Il se tourne vers la littérature, et commence à écrire des poèmes à partir de 1782 ; il est à ce titre considéré comme le premier poète vaudois. L'invasion de la République helvétique par les troupes françaises en 1798, et les impôts établis par le commissaire des guerres Rapinat sur les grandes villes suisses, lui inspire ce quatrain : 
Le bon Suisse qu'on assassine

Voudrait, au moins, qu'on décidât

Si Rapinat vient de rapine

Ou rapine de Rapinat.
Il devient célèbre pour son travail sur l'histoire et la langue suisses, en particulier pour son Glossaire du patois de la Suisse romande, publié à titre posthume en 1866. Il est membre de la Société helvétique et membre fondateur de la Société d'histoire de la Suisse romande.

## Publications
- Course de Bâle à Bienne, Charles-Auguste Serini Libraire, 1789, 268 pages.
- Mélanges helvétiques des années 1787-1790, 1792.
- Essai statistique sur le Canton de Vallais, Zurich, chez Orell Fussli et Comp., 1820, 400 p. (lire en ligne).
- Glossaire du patois de la Suisse romande, Georges Bridel Éditeur, 1866.